# Janinae
Los janinos (Janinae) son una subfamilia de lepidópteros ditrisios de la familia Eupterotidae.

## Géneros
- Hoplojana - Jana - Pterocerota - Stenoglene[1]